# Ne bougeons plus
Pour plus de détails, voir Fiche technique et Distribution.
Ne bougeons plus est un film de Georges Méliès sorti en 1900 au début du cinéma muet.